# گروه مان

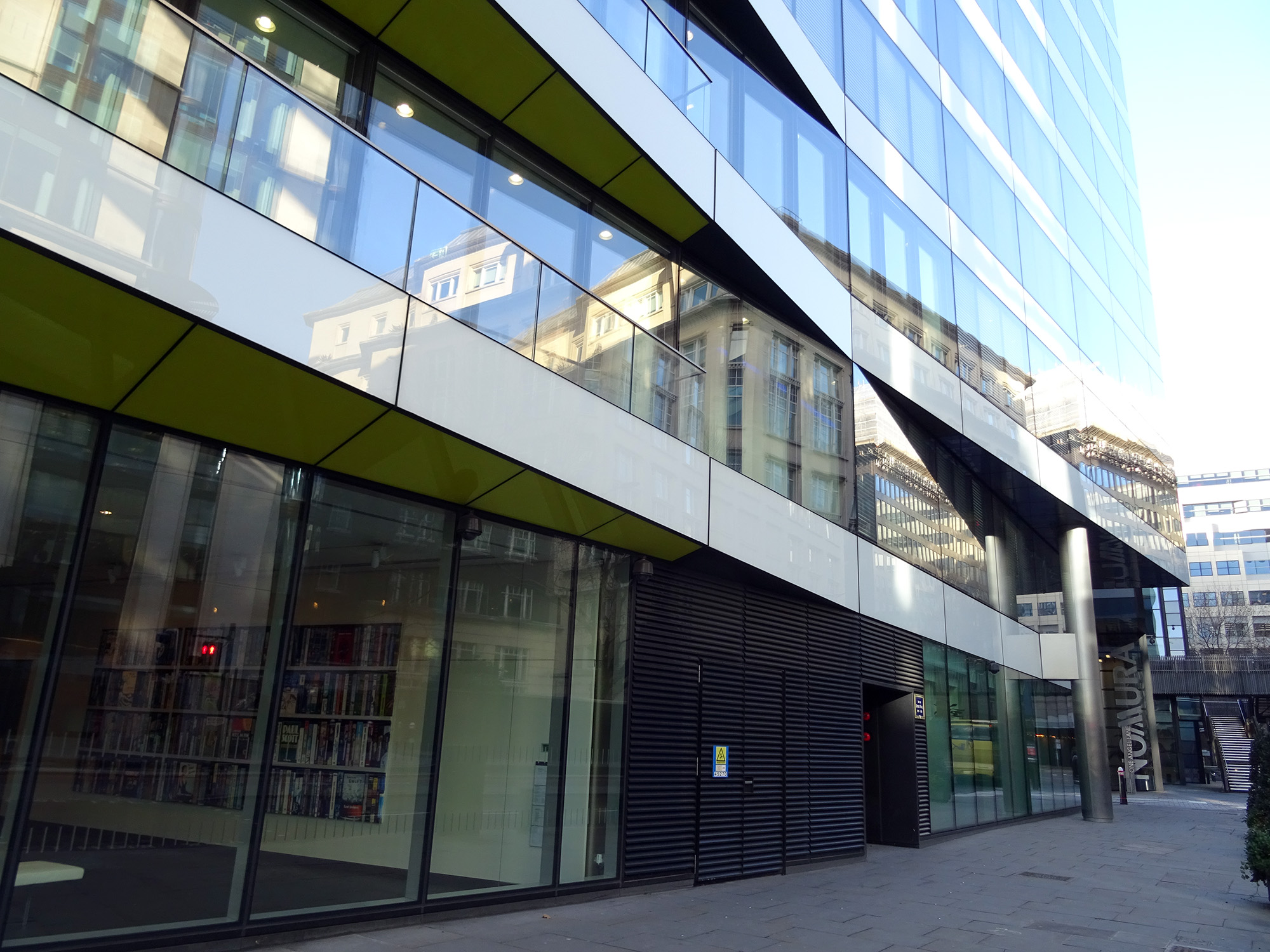
یک ساختمان شرکت خدمات مالی بریتانیایی مان

گروه مان (انگلیسی: Man Group) شرکت خدمات مالی بریتانیایی است، که در سال ۱۷۸۳ توسط جیمز مان تأسیس شد.